# Amara Camara (ministre)
Ne doit pas être confondu avec Amara Camara.
Pour les articles homonymes, voir Camara.
Amara Camara né le 22 novembre 1984 à Banankoro (Kérouané) dans la région de Kankan, est un militaire et homme d'État guinéen,.
Il est le porte-parole et ministre secrétaire général à la présidence de la République de Guinée.

## Biographie
Amara Camara est né le 22 novembre 1984 à Banankoro en Haute-Guinée.

### Études
De 2008 à 2009, il fréquente l'École royale d'infanterie du royaume du Maroc où il obtient un diplôme du cours d'application des chefs de sections d'infanterie. En 2011, il obtient un diplôme du cours de formation des futurs commandants d'unités. De 2012 à 2013, il fréquente à l'École d'État major de Libreville. Il est de la promotion Alassane Ouattara. Il y obtient un diplôme de l'Enseignement Militaire Supérieur de Premier degré (EMS1).
À Paris, de 2015 à 2016, à l'École de guerre de Paris, il est diplômé de l'Enseignement Militaire Supérieur de Second degré (EMS2) cumulativement un master 2 en options, cultures et politiques à l'école pratique des hautes études EPHE-Sorbonne (promotion Verdun).

## Parcours militaire
Il détient une certification d'expert de la défense en management, commandement et stratégie. Le colonel justifie plus de quinze ans d'expérience militaire dans les domaines de la formation, de l'entrainement et le commandement des opérations.
Il entre au sein des forces armées guinéennes depuis le 1er janvier 2003. Pendant treize mois, il commande l'ensemble des activités opérationnelles du bataillon guinéen à Kidal en qualité de commandant adjoint du bataillon.
Il est officier chargé des moyens généraux à l'École Militaire Interarmées (EMIA) de 2007 à 2008 puis directeur des études par intérim à l'EMIA, de 2012 à 2015 et cumulativement commandant des promotions de 2010 à 2011. 
Du 24 août 2017 au 21 septembre 2018, il est le commandant adjoint de Gangan3 et chef des opérations au sein de la MINUSMA et directeur adjoint des Organismes de Formation Interarmées (DOFI) de juillet 2016 à janvier 2019. 
En janvier 2019, il occupe le poste de Directeur par intérim de l'EMIA puis en janvier 2020, il en est le Directeur.
En mai 2023, il est élevé au grade de général de brigade de l'armée guinéen au même titre que Ibrahima Sory Bangoura.

## Parcours politique
Le 6 octobre 2021, il est nommé ministre secrétaire général à la présidence de la République de Guinée et depuis 13 janvier 2022, il devient porte-parole de la présidence de la république.

## Reconnaissances
À la faveur des opérations réussies à Kidal, il reçoit deux lettres de félicitations. La première est celle du commandant du secteur nord pour sa bonne coordination de l'attaque complexe du 20 septembre 2017 et la seconde est celle du commandant de la force de MINUSMA pour l'ensemble de ses actions pendant la mission du guibatt3. 
- 2022 : Grand Officier de l’Ordre National du Mérite[10].
- 2024 : Croix de guerre[11].